# 나고야 시영 지하철 히가시야마선
나고야 시 교통국 지하철 히가시야마 선(명고옥시영지하철동산선, 일본어: 名古屋市営地下鉄東山線)은 나고야 시 교통국의 철도 노선 가운데 하나이다. 아이치현 나고야시 나카가와구에 위치한 다카바타 역과 메이토구에 위치한 후지가오카역을 잇는다.

## 역사
- 1950년 1월 19일 : 건설성 고시, 제9호 계획 결정.
- 1954년 8월 : 나고야 ~ 신사카에마치 구간 착공.
- 1957년 11월 15일 : 나고야 ~ 신사카에마치 구간 개통.
- 1960년 6월 15일 : 이케시타 ~ 신사카에마치 구간 개통.
- 1963년 4월 1일 : 이케시타 ~ 히가시야마 공원 구간 개통.
- 1967년 3월 30일 : 호시가오카 ~ 히가시야마 공원 구간 개통.
- 1969년 4월 1일 : 호시가오카 ~ 후지가오카 구간 및 나카무라 공원 ~ 나고야 구간 개통.
- 1970년 12월 10일 : 가미야시로 역 개업.
- 1980년 6월 2일 : 5000형 전동차 운행 개시.
- 1982년 9월 21일 : 다카바타 ~ 나카무라 공원 구간 개통.
- 1992년 5월 17일 : 5050형 전동차 운행 개시.
- 2002년 9월 30일 : 여성 전용칸 시범 운영
- 2008년 3월 26일 : N1000형 전동차 운행 개시.
- 2015년 8월 30일 : 5000형 전동차 운행 종료.
- 2017년 7월 1일 : 1인 승무 개시.

## 운행 형태
평일은 아침에는 2분마다, 낮에는 4 ~ 5분마다, 저녁시에는 3분마다 운행된다. 토요일이나 일요일, 공휴일에는 아침에는 4분마다, 낮에는 4 ~ 5분마다 운행된다.
첫차 및 막차에는 이와쓰카 역·호시가오카 역을 시종점으로 운행되는 열차가 있다.

## 차량

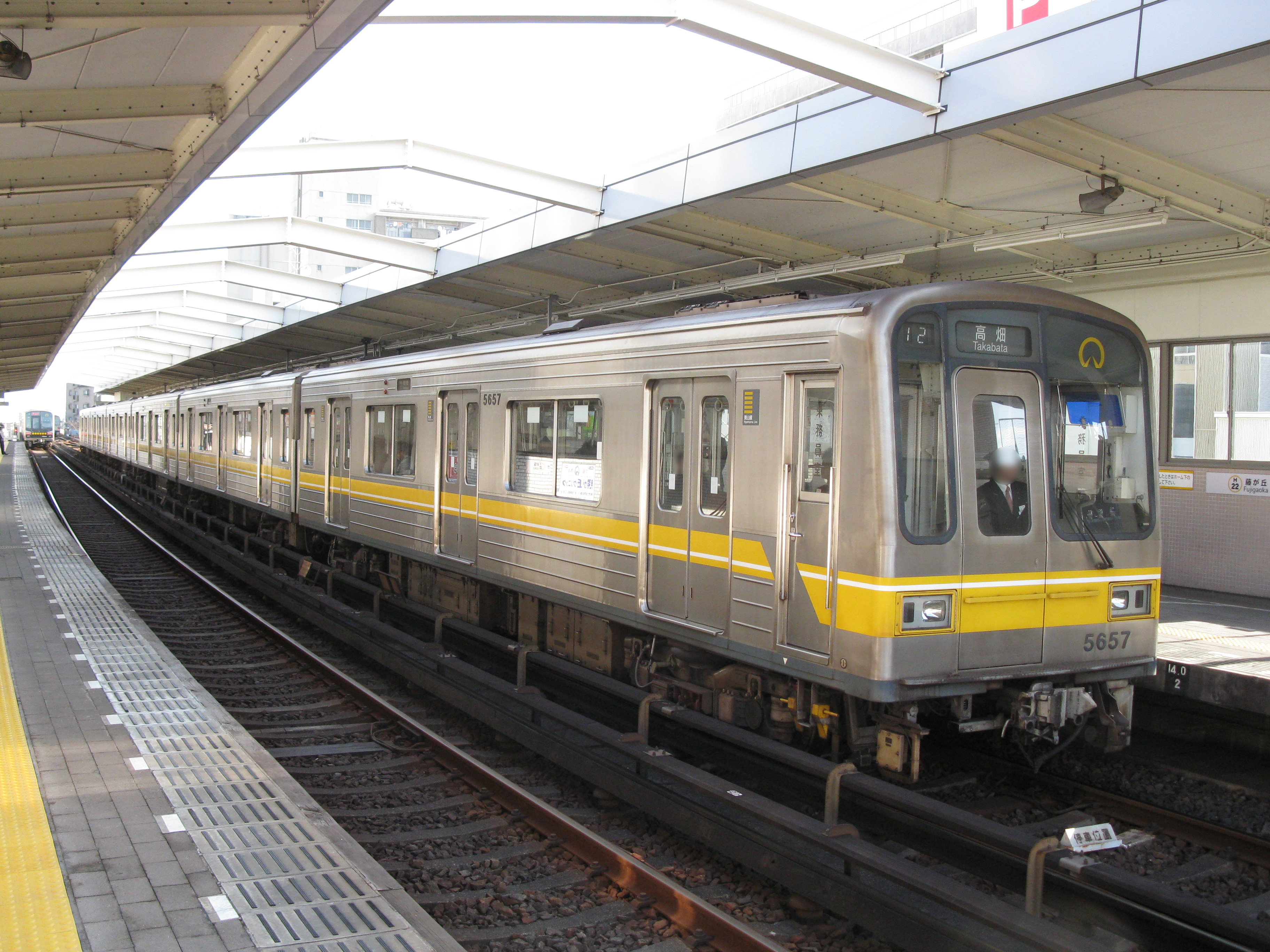
5050형
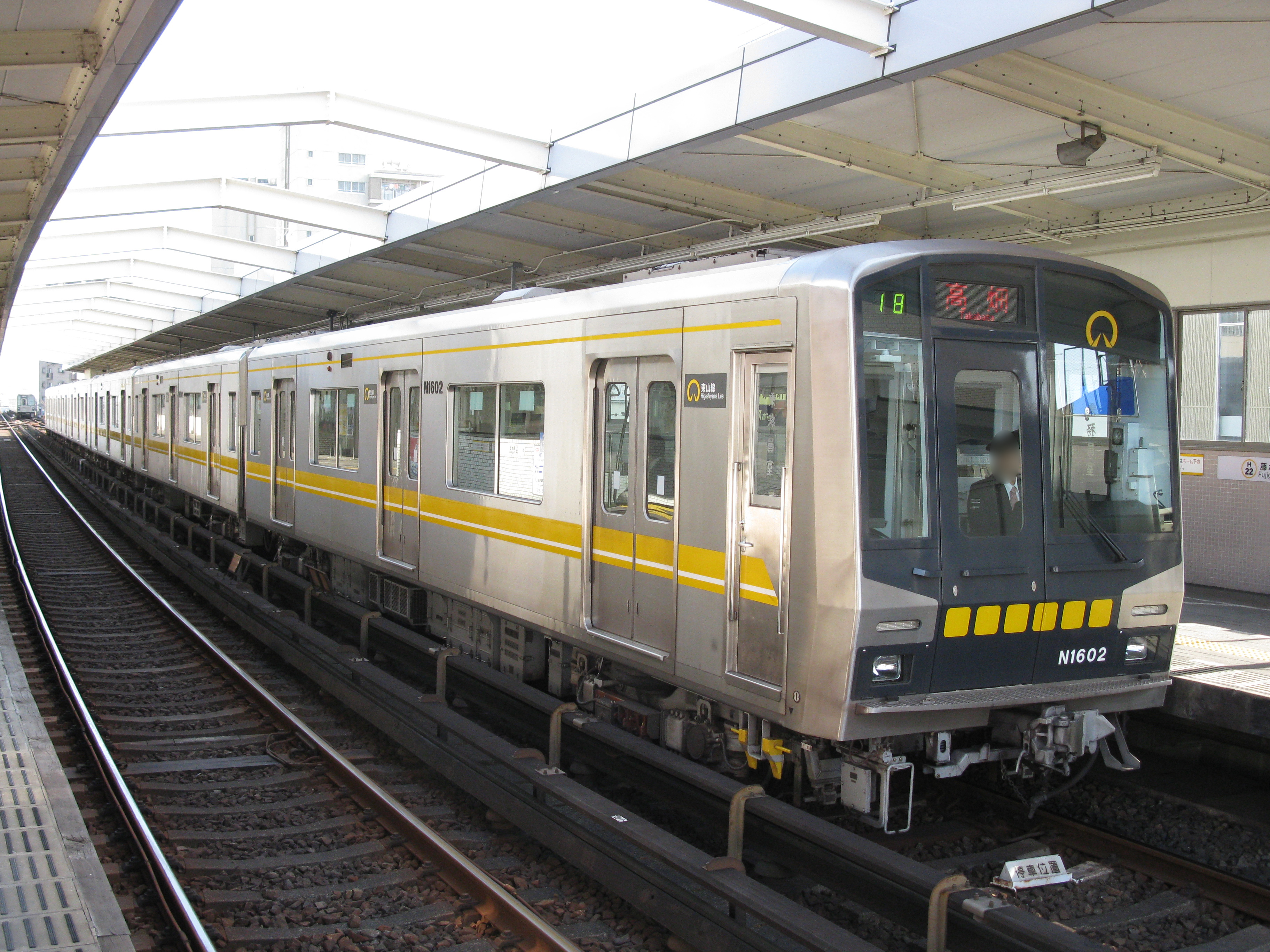
N1000형

- 5050형
- N1000형

## 역 목록
| 역 번호 | 역 이름        | 일본어 이름 | 영업 거리 (km) | 접속 노선 | 소재지   | 소재지   | 소재지                                     |
| ------- | -------------- | ----------- | -------------- | --- | -------- | -------- | ------------------------------------------ |
| H 01    | 다카바타       | 高畑        | 0.0            | | 아이치현 | 나고야시 | 나카가와구                                 |
| H 02    | 핫타           | 八田        | 0.9            | 도카이 여객철도 ■ 간사이 본선 긴키 닛폰 철도 E 나고야 선(긴테쓰 핫타 역, E05) | 아이치현 | 나고야시 | 나카가와구                                 |
| H 03    | 이와쓰카       | 岩塚        | 2.0            | | 아이치현 | 나고야시 | 나카무라구                                 |
| H 04    | 나카무라코엔   | 中村公園    | 3.1            | | 아이치현 | 나고야시 | 나카무라구                                 |
| H 05    | 나카무라닛세키 | 中村日赤    | 3.9            | | 아이치현 | 나고야시 | 나카무라구                                 |
| H 06    | 혼진           | 本陣        | 4.6            | | 아이치현 | 나고야시 | 나카무라구                                 |
| H 07    | 가메지마       | 亀島        | 5.5            | | 아이치현 | 나고야시 | 나카무라구                                 |
| H 08    | 나고야         | 名古屋      | 6.6            | 사쿠라도리 선, 도카이 여객철도 도카이도 신칸센 ■ 도카이도 본선, ■ 주오 본선, ■ 간사이 본선 나고야 임해 고속 철도 ●AN 니시나고야 항선 (A01) 나고야 철도 나고야 본선(메이테쓰 나고야 역, NH36) 긴키 닛폰 철도 E 나고야 선 (긴테쓰 나고야 역, E01) | 아이치현 | 나고야시 | 나카무라구                                 |
| H 09    | 후시미         | 伏見        | 8.0            | 쓰루마이 선 (T07) | 아이치현 | 나고야시 | 나카구                                     |
| H 10    | 사카에         | 栄          | 8.0            | 메이조 선 (M05) 나고야 철도 세토 선(사카에마치역, ST01) | 아이치현 | 나고야시 | 나카구                                     |
| H 11    | 신사카에마치   | 新栄町      | 10.1           | | 아이치현 | 나고야시 | 히가시구                                   |
| H 12    | 지쿠사         | 千種        | 11.0           | 도카이 여객철도 ■ 주오 본선 | 아이치현 | 나고야시 | 히가시구                                   |
| H 13    | 이마이케       | 今池        | 11.7           | 사쿠라도리 선 | 아이치현 | 나고야시 | 지쿠사구                                   |
| H 14    | 이케시타       | 池下        | 12.6           | | 아이치현 | 나고야시 | 지쿠사구                                   |
| H 15    | 가쿠오잔       | 覚王山      | 13.2           | | 아이치현 | 나고야시 | 지쿠사구                                   |
| H 16    | 모토야마       | 本山        | 14.2           | 메이조 선 (M17) | 아이치현 | 나고야시 | 지쿠사구                                   |
| H 17    | 히가시야마코엔 | 東山公園    | 15.1           | | 아이치현 | 나고야시 | 지쿠사구                                   |
| H 18    | 호시가오카     | 星ヶ丘      | 16.2           | | 아이치현 | 나고야시 | 지쿠사구                                   |
| H 19    | 잇샤           | 一社        | 17.5           | 메이토구 | 아이치현 | 나고야시 |                                            |
| H 20    | 가미야시로     | 上社        | 18.6           | 메이토구 | 아이치현 | 나고야시 |                                            |
| H 21    | 혼고           | 本郷        | 19.3           | 메이토구 | 아이치현 | 나고야시 |                                            |
| H 22    | 후지가오카     | 藤が丘      | 20.6           | 메이토구 | 아이치현 | 나고야시 | 아이치 고속 교통 도부큐료 선(리니모) (L01) |